# Tanis, Manche

Tanis este o comună în departamentul Manche, Franța. În 1 ianuarie 2022 avea o populație de 273 de locuitori.